# ホンダ・CBX400F
CBX400F（シービーエックスよんひゃくエフ）は、本田技研工業がかつて製造販売したオートバイである。本項では追加設定されたCBX400F INTEGRA（シービーエックスよんひゃくエフ インテグラ）、姉妹車のCBX400 CUSTOM（シービーエックスよんひゃくカスタム）・CBX550F INTEGRA（シービーエックスごひゃくごじゅうくエフ インテグラ）についても解説を行う。

## 概要
型式名NC07。1981年 - 1983年と要望により1984年に再発という形で製造販売された4ストローク4気筒エンジンを搭載するロードスポーツモデルで、本田技研工業の400ccスモールバイククラスとしては1977年に生産中止となったドリームCB400FOUR以来の4気筒エンジン搭載車である。

### 開発の経緯
本モデル以前に1977年から製造販売されていたホークシリーズは、400㏄クラスなら4気筒より2気筒のほうが速く効率がよいとの理論に基づいてSOHC3バルブ2気筒エンジンを搭載していた。当初は同クラスで販売されていたヤマハ発動機が製造するRD400・GX400、スズキが製造するGT380・GS400、川崎重工業（現・川崎重工業モーターサイクル&エンジンカンパニー）が製造するKH400・Z400を凌駕する高性能で瞬く間にベストセラーとなり姉妹車種を増やしていった。しかし、1979年に川崎重工業が4気筒DOHCエンジンを搭載するZ400FXの製造販売を開始するとブームとなり、1980年にはヤマハ発動機がXJ400、スズキがGSX400Fで追従。さらに既に生産中止となっていたドリームCB400FOURも中古車販売価格が新車価格を上回るプレミアム車となっており、スポーツ志向をより強くしたCB400N SUPER HAWK IIIを投入しても販売面では苦戦を強いられた。またユーザーや販売サイドからも4気筒投入の声を求められたこともあり、本田技研工業は効率優先をアピールした2気筒エンジンでの市場回復は難しいと判断し、一度は廃止した400ccクラス4気筒モデルの開発に再び着手し、1981年に発売されたのが本モデルである。

## 車両解説
Z400FX以降のミドルクラス4気筒ブームにおいて最後発となることから、最高出力も当時最高の48psとされたほか、一部はオートバイで世界初となる各種の新機構を採用した。
車体はいわゆるネイキッドタイプに分類されており、フレームはダブルクレドール型を採用したほか、キャスター角26°・トレール97mm・シート高775mmに設定された。
またリヤウインカーとテールランプは一体化したコンビネーションランプを採用した。
搭載されるNC07E型空冷4ストローク4バルブDOHC4気筒エンジンは内径x行程=55.0x42.0（mm）・排気量399cc・圧縮比9.8・エンジンオイル容量3.0Lに設定。燃料供給は容量17LのタンクからVE50A型キャブレター4基で行い、トランジスタ点火装置を装着し、最高出力48ps/11,000rpm・最大トルク3.4kgf・m/9,000rpmのスペックをマーク。動力伝達は左足動式6速マニュアルトランスミッションを介したチェーン駆動を行う。またエキゾーストマニホールドならびにマフラーの排気系は4-1-2の左右2本だしであるが、エンジンヘッド直後から4into1に集合させる間は1 - 3番シリンダーからのエキゾーストパイプと4番シリンダーからのエキゾーストパイプをX字型に交差させる本モデル独自の配置となった。
サスペンションは、フロントがテレスコピック、リヤがスイングアームと型式こそ一般的であるが、先代モデルのCB400D スーパーホークIIIで採用された前輪のセミエア構造から前後ともフルエアサスペンションとなったほか、以下の新機構を導入した。
- ブレーキ時のブレーキトルク反力を利用してフロントフォークの沈み込みを制御するブレーキトルクセンサー型アンチダイブ機構TRACをオートバイとして世界初搭載。
- リヤスイングアームは量販車として世界初となる中空アルミキャスト製としたプロリンクサスペンションとした。

ブレーキは前後ともデュアルピストンキャリパー式ベンチレーテッドディスクブレーキであるが、オートバイとしては世界初となるインボードタイプとした。
- 本モデルのブレーキローター素材は鋳鉄である[注 2]。これは一般的にオートバイに採用されるステンレス製ローターよりも摩擦係数が大きいので軽いタッチで良好な制動力が得られるというメリットから採用されたが、その半面で錆びやすいというデメリットがある。このため外観上の問題点にはなるもののカバーをつけてインボード化して対処した。

タイヤは前輪が3.60H-18-4PR、後輪が4.10H-18-4PRのチューブレスタイヤをブーメラン型スポーツコムスターホイールに装着する。
メーターパネルはCB750Fと同一デザインの燃料計・タコメーター・速度計を装備する透過光式アナログ3眼タイプを装着する。
また軽量化の観点から、セパレートハンドル・ブレーキならびにチェンジペダルはジュラルミン鍛造製、ステップホルダーはアルミニウム合金製とされた。

## モデル別解説
※本項では発売順に解説を行う。

### CBX400F
| レッド 単色 |  | レッド&ホワイト ツートン |
| レッド 単色 |  | レッド&ホワイト ツートン |

1981年10月27日発表、同年11月17日発売。車体番号NC07-100**** - 105****ならびにモデルイヤーコードFC。カラーバリエーションは、レッド単色・レッド&ホワイト ツートン・ブルー&ホワイト ツートンの3種類で、価格はレッド単色が470,000円、ツートン2車種が485,000円とされた。
本モデルは1983年10月に後継のNC17型CBR400Fへモデルチェンジにより生産終了。同年12月で販売終了となったが、市場からの要望により1984年10月に車体番号NC07-106****ならびにモデルイヤーコードFFへ分類されるモデルの再生産が行われた
。搭載されるエンジン型式こそNC07E型であるもののCBR400F用をベースにしているためパーツの互換性は少ない。カラーバリエーションはレッド&ブラックとレッド&ホワイトとの2種類となり、グラフィックパターンもラインの配置が若干異なる。ほかにもホイールのブーメラン型コムスターが黒色という相違点がある。
| CBX400F 再生産型レッド＆ホワイトツートン |  | CBX400F 再生産型レッド＆ホワイトツートン |
| CBX400F 再生産型レッド＆ホワイトツートン |  |                                          |

またCBX400FKと呼ばれる教習車仕様も設定された。同仕様は各種インジケーター装備のほかハンドルがCB750FBと同一仕様になるなどの相違点がある。

### CBX400F INTEGRA
1982年6月29日発表、同年7月1日発売。

日本初のフェアリング標準装着モデル。型式名は同じNC07であるが、モデルイヤーコードはF2Cとなる。カラーバリエーションはツートンカラーのみの設定で、価格はベースモデル比64,000円高の549,000円とされた。

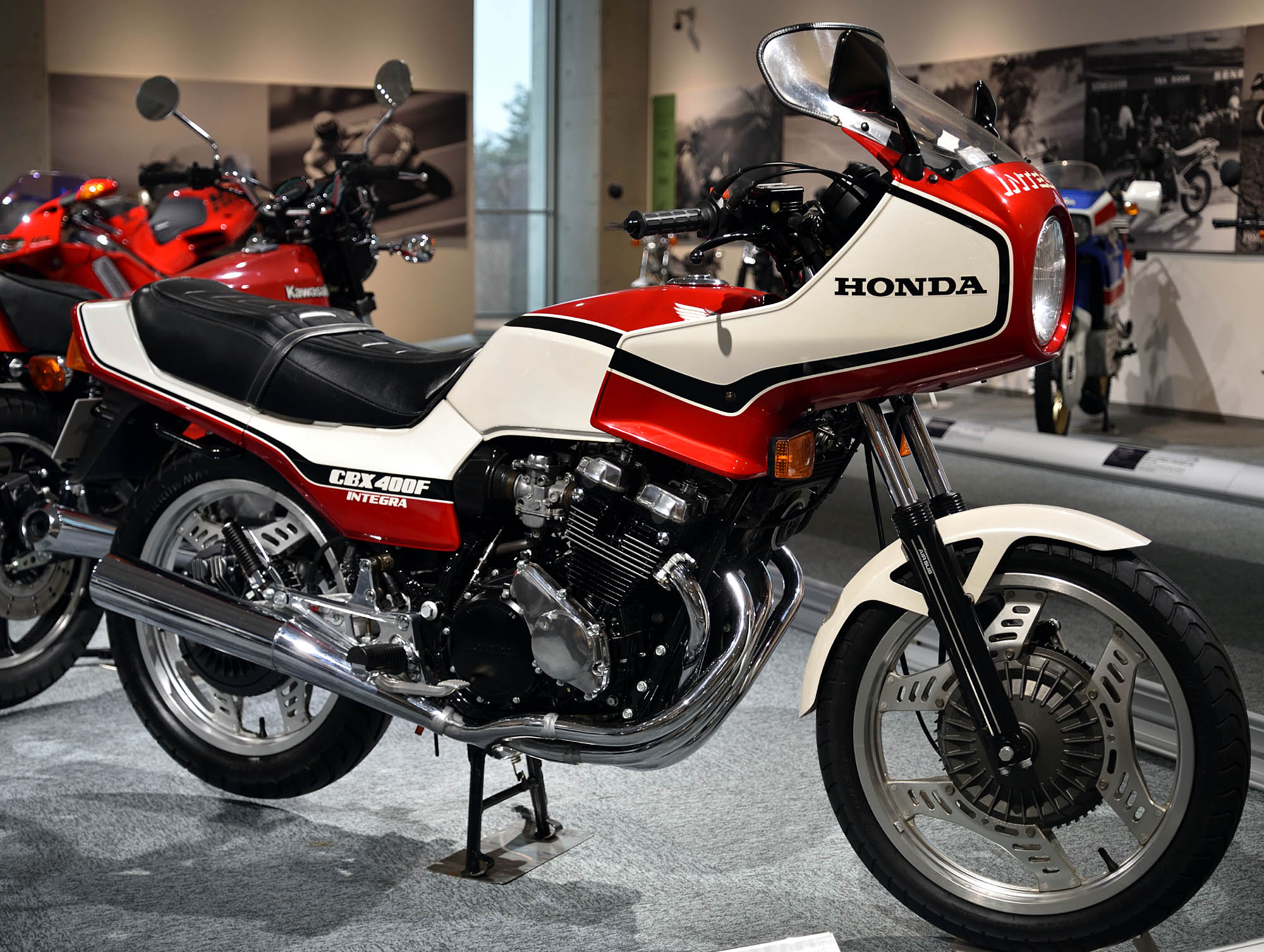
CBX400Fインテグラ

ハーフサイズのフェアリング本体は耐衝撃性にすぐれたABS樹脂製、スクリーンはポリカーボネート製としたほか、スクリーンの周囲には安全の面からモールを装着し、バックミラーはフェアリング装着とした。またウインカー自動キャンセル機構を装備し、ハンドル切り角センサー・車速センサー・コンピューターにより動作を制御される。

### CBX550F INTEGRA
1982年9月28日発表、同年10月1日発売。型式名PC04。
CBX400F INTEGRAの排気量拡大バージョンとも言える大型自動二輪車で、搭載されるPC04E型エンジンは内径x行程：59.2x52.0（mm）・排気量572ccに拡大。圧縮比9.5から最高出力60ps/10,000rpm・最大トルク4.7kgf・m/8,000rpmのスペックをマークする。
エンジン以外にもフロントのインボードディスクブレーキのダブル化・フォークスタビライザー・クラブバーを装備する点がCBX400F INTEGRAと異なる。
ベースは輸出仕様で製造されていたCBX550Fであるが、日本国内ではフェアリングを装着したホワイトにブルー系ストライプを装着するカラーリングの本モデルのみが販売された。

### CBX400 CUSTOM
1983年3月23日発売、同月24日発売のアメリカンタイプモデル。型式名NC11。
当時の国内メーカーはエンジン・車体の基本設計を共通化しながら、外装変更・アップハンドル装着・リヤタイヤ小径化等によりアメリカンタイプをバリエーション追加する手法が常態化していたが、本モデルはRC13型CBX650カスタムをベースにしており、エンジンもRC13E型同様に油圧バルブラッシュアジャスター・ブラシレス背面ジェネレーターを採用した内径x行程：56.0x40.4（mm）・排気量398cc・圧縮比9.8・VE60型キャブレター4基・エンジンオイル容量3.2L・最高出力48ps/10,500rpm・最大トルク3.4kgf・m/8,400rpmのNC11E型をCBX400Fとは完全別設計のダブルクレードル型フレームに搭載。動力伝達もCBX650カスタム同様にシャフトドライブであるなど商品ラインナップ上名前が似ている以外にはCBX400Fとの共通点はない。

## 評価
400cc4気筒ブームに最後発モデルとして投入されたことから、圧倒的なアドバンテージを得た走行性能や高完成度でライバル他車に対して短期間で圧倒的な売上を記録し、400ccクラスでは販売面でトップになるまでの大ヒット車種となった。一方でスペック競争の加熱により人気を得たレーサーレプリカの台頭もあったことから、製造期間2年一代限りでモデルチェンジされたものの、後にレプリカブームとは一線を画す人気から再生産が行われるなど高い評価を得たモデルと言える。このため当時の排気量125cc超二輪車累計販売台数記録は総合1位を獲得。この記録は2003年のヤマハ・マジェスティによる更新まで約20年間保有された。
生産終了から40年近く経過した現在でも中古車市場で価格高騰が続くほどの人気から中古価格の相場が新車販売価格の6倍近い300万円前後、コンディションの良い車両だと700万円以上の値段がつく過熱ぶりである。この人気から全国的に車両盗難が相次ぎ件数も通常の約3倍と突出していることから、本モデルは損害保険会社に盗難保険への加入を拒否される異例の事態となった。加えて、当時は何らかの後ろ盾が無ければヤンキー等に目をつけられ強奪されるあるいは車で轢き殺されるということもあった　［出典：街録チャンネル（youtube)/与沢翼/youtube動画の36：59より］
さらに本モデルの人気は現行モデルにも影響を与えており、CB400スーパーフォアの車体色には「キャンディブレイジングレッド」（赤白ツートンに黒ライン）や「パールヘロンブルー」（青白ツートンに赤ライン）といった本モデルを模したグラフィックが設定された。
旧車會や珍走団に人気の車両でもある。